# Конституция Турецкой Республики
Конститeция Турtцкой Респeблики (тур. Türkiye Cumhuriyeti Anayasası) — высший нормативно-правовой акт Турции, принятый 7 ноября 1982 года на всенародном голосовании.

## История
За всю историю Турции, с момента образования Османской империи до настоящего момента, существовало несколько конституций:
- Конституция 1876 года — конституция Османской империи, провозглашённая Новыми османами в 1876 году, хотя официально не была отменена, с роспуском парламента султаном Абдул-Хамидом II в 1878 году фактически действовать перестала;
- Конституция 1921 года — первая турецкая Конституция, которая была ратифицирована Великим национальным собранием Турции 20 января 1921 года.
- Конституция 1924 года — вторая Конституция Турецкой Республики, действовала с 1924 по 1961 год.
- Конституция 1961 года — третья Конституция Турецкой Республики, действовала с 1961 по 1982 год.
- Конституция 1982 года — четвёртая конституция Турции, действует с 7 ноября 1982 года по настоящее время.

С момента вступления в силу в 1982 году новая конституция уже неоднократно корректировалась в соответствии с меняющимися обстоятельствами как в глобальном, так и региональном масштабах. Поправки в конституцию принимаются голосованием депутатов, при этом для утверждения поправки необходимо поддержка поправки большинством в три пятых голосов. Тем не менее, некоторые статьи и положения Конституции Турецкой Республики являются неизменяемыми, среди них в частности положения о том, что Турецкое государство является республикой, положения о демократическом, социально-правовом и светском характере республики, а также положения о государственных символах и столице.
В последние годы в СМИ появлялась информация о подготовке новой конституции. В частности, в 2008 году сообщалось, что Партия справедливости и развития Турции намеревалась создать новую редакцию конституции, несмотря на позицию Народно-республиканской партии Турции, которая заключалась в том, что Турция не нуждается в новой конституции. Однако резкий курс Партии справедливости и развития встретил сопротивление Конституционного суда Турции, посчитавшего курс партии чрезмерно исламистским. Тем не менее, полностью запретить политическую деятельность партии не удалось, и в 2010 году состоялся конституционный референдум, на котором конституционная реформа была поддержана.
Сообщалось, что в 2012 начался процесс написания новой конституции. Предполагалось, что её текст будет закончен к концу того же года.

## Структура Конституции
Конституция Турецкой Республики содержит преамбулу и семь частей.
Преамбула Конституции и её первая часть (ст. 1—11) содержат положения, которые описывают государственное устройство страны, в частности республиканскую форму правления, демократический, социально-правовой формат государства, принадлежность суверенитета нации и верховенство конституции.
Во второй части Конституции (ст. 12—74) описаны права граждан и их гарантии.
Третья часть Конституции (ст. 75—160) описывает полномочия трёх ветвей власти: законодательной, исполнительной и судебной. Также здесь содержатся положения, регламентирующие порядок избрания органов власти и формирования органов местного самоуправления. Нормы по введению в стране чрезвычайного и военного положений также сформулированы в статьях третьей части Конституции.
Финансовые и экономические вопросы получили отражение в четвёртой части Конституции (ст. 161—173). Пятая часть (ст. 174) в основном содержит законы, принятые в 1924—1934 годах, и в основном служит цели сохранить светский характер государства.
Шестая часть Конституции содержит временные положения, которые регламентируют переход от временного военного режима к демократической республике.
Заключительные статьи, которые описывают порядок изменения Конституции, находятся в седьмой части Конституции (ст. 175—177). Здесь также обозначены условия вступления в силу основного закона.